# Eurycardiochiles shezu
Eurycardiochiles shezu är en stekelart som beskrevs av Chen, Whitfield och He 2004. Eurycardiochiles shezu ingår i släktet Eurycardiochiles och familjen bracksteklar. Inga underarter finns listade i Catalogue of Life.